# 仲裁庭

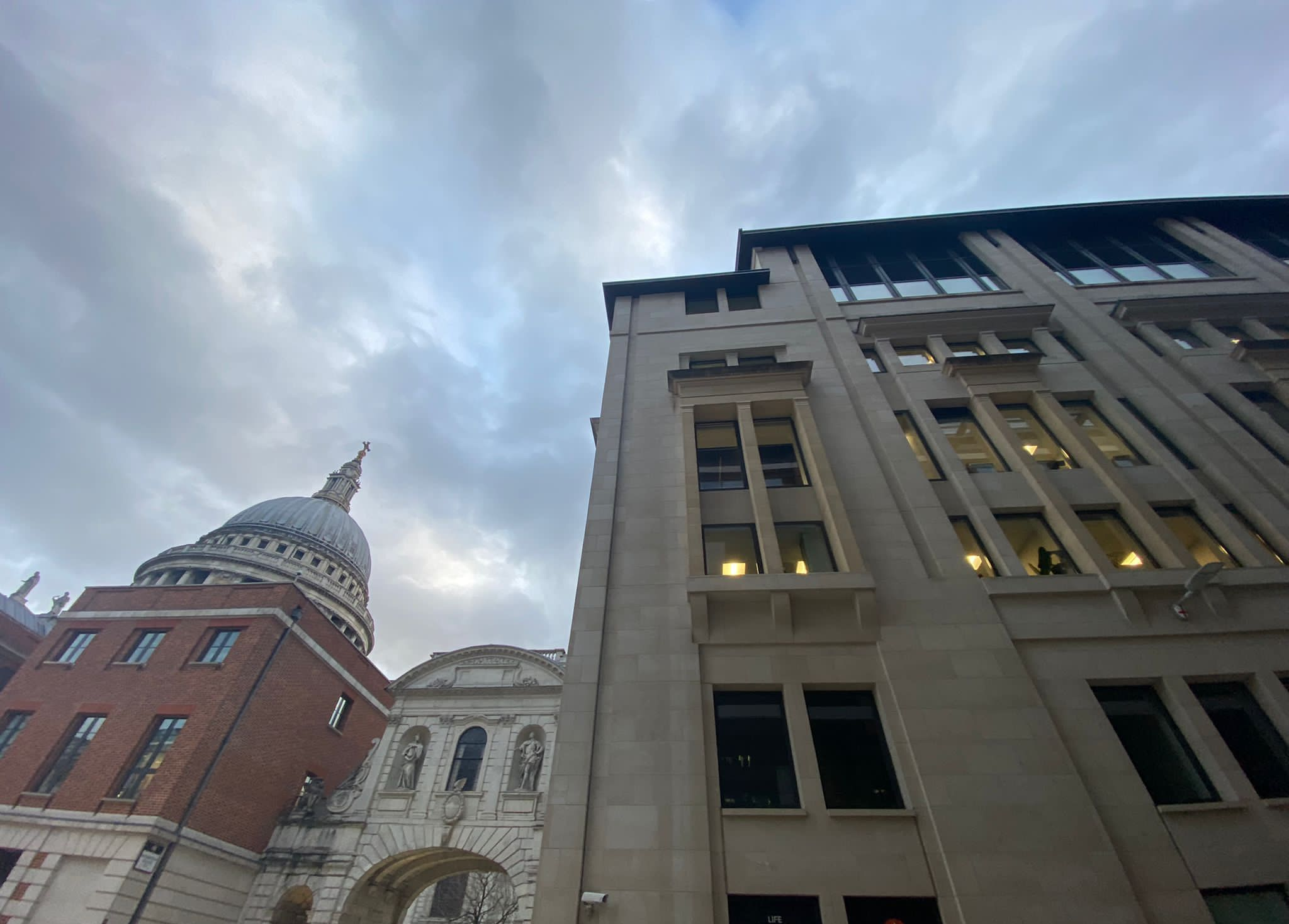
伦敦国际仲裁院

仲裁庭（英語：Arbitral tribunal；Arbitration tribunal），又稱作仲裁委員會、仲裁理事會或仲裁會（英語：arbitration commission, arbitration committee, arbitration council），是理論上一個由不偏不倚的裁决者們所組成的專門小組，其會根據既定程序被召集和開議，通過仲裁形式處理爭端。這類仲裁庭可以由一名獨任仲裁員組成，也可以由兩名或兩名以上仲裁員組成，其中可包括一名主席或一名公斷人（umpire）。被選入仲裁小組的成員，通常是在法律和友好爭議解決（调解）方面均具備專業知識的專業人士。一些學者建議，仲裁委員會的理想組成也應至少包括一名對於爭端個案的領域有所涉足的專業人士，例如牽涉資產問題或損害賠償評估問題的個案時，就需要有經濟學者的參與。 
同意仲裁的當事人通常可以自由確定仲裁庭的人數和組成。許多司法管轄區都擁有一般仲裁裁決的法律，而對於未能達成協議下組成仲裁庭的應有仲裁員數目，就各有不同。 在一些法律體系中，仲裁條款（arbitration clause）規定仲裁員人數為偶數，這被理解為暗示指定的仲裁員將另選一名仲裁員作為主席，以避免出現僵局。
仲裁庭通常按以下兩類型的程序而組成（選定）：
- 临时仲裁程序，是指當事人在沒有監督機構的情況下指定仲裁員，而依靠當事人約定的規則和/或仲裁地的程序法和法院之下，來解決協議中的爭議問題、替代方案，或任何/全體仲裁員的權限事宜；和
- 機構仲裁程序，是指在提供仲裁服務的專業機構監督之下指定仲裁員的程序，例如美國仲裁協會（通過其位於紐約的分部ICDR開展國際程序）、澳大利亞公平工作委員會、伦敦的LCIA或巴黎的ICC 。根據建構其的法規或條約基礎，此類機構能夠監督一國或國際范圍內仲裁委員會的任命程序。這種類型的仲裁可避免當事方訴諸當地法院和程序，而即可處理協議中的爭議問題、替代方案，或任何/全體仲裁員的權限事宜。

常設仲裁委員會往往可能有自己的規則和程序，並且可能往往更加正式。它們也往往可能更代價高昂，而且由於程序原因，處理個案的速度也可能更慢。 

## 任命
當事人通常可以自由決定自己指定仲裁員的程序，包括選擇仲裁員或主席的程序。 如果當事人拒絕指定仲裁員的選擇方式，相關法律體系通常會提供默認的選擇程序。一般來說，任命通常基於以下基礎：
- 如果仲裁庭由獨任仲裁員組成，雙方應在任何一方發出書面請求後（例如）28天內共同指定仲裁員。
- 如果仲裁庭由三名仲裁员组成：

1. 各方應在（例如）任一方書面請求送達後 14 天內指定一名仲裁員，並且
2. 如此任命的兩人可以在自己被任命後隨時任命一名仲裁員，並應在任何實質性聽證會之前或在他們不能就與仲裁有關的事項達成一致時立即任命。

- 如果仲裁庭由兩名仲裁員和一名公斷人組成：

如果雙方無法達成一致，大多數仲裁條款都會規定指定的個人或機構來選擇獨任仲裁員（例如，相關司法管轄區的律师协会主席，或諸如倫敦國際仲裁院（ LCIA ）等公認的專業仲裁組織，或相關專業人士組織）。如果沒有這樣的規定，當雙方無法達成一致時，通常會向法院申請指定。 
通常，對爭議一方通過拒絕做出或同意預約而尋求造成延誤的情況，良好起草的仲裁條款還會做出規定。多數時候這將允許「非違約」方指定一名獨任仲裁員，並以此為基礎再進行仲裁。 

### 主席及公斷人
當仲裁庭由奇數名仲裁員組成時，可以指定其中一名為公斷人或主席。頭銜的選擇具有一定的意義。當仲裁員擔任「主席」時，他們通常不會行使任何特殊或額外的權力，而僅具有作為制定議程的仲裁庭成員的主席職能。 如果仲裁庭成員擔任公斷人，他們通常不會對仲裁程序產生任何影響，除非其他仲裁員無法達成一致——在這種情況下，公斷人便會介入並獨立做出決定。

### 仲裁員辯護人
在某些法律體系中，過去常常由爭議各方指定一名仲裁員，然後由這兩名仲裁員指定第三名仲裁員（可能被稱為公斷人，也可能不被稱為公斷人）。然而，爭議雙方指定的兩名仲裁員本質上將充當指定方的辯護人，而公斷人實際上將擔任獨任仲裁員。這種制度可能會導致困難，因為其他國家可能不願意執行仲裁裁決，因為三名「仲裁員」中的兩名顯然無法證明公正性或獨立性。 此類裁決在《紐約公約》中有規定對應的執行標準，並交由當地法律作解釋。 
在大多數法律體系中，當事人可以自由指定在甚麼情況下可以撤銷仲裁員的任命。默認情況下，大多數法律制度規定：(i) 爭議各方必須聯合行動罷免仲裁員，或 (ii) 仲裁庭的其他成員必須採取行動罷免仲裁員，和/或 (iii)法院必須採取行動罷免仲裁員。大多數法律制度，都有保留法院可以罷免不適合行事或不公正的仲裁員的權力。 

### 辭任
普遍認知上認為，不能強迫一個人違背其意願而持續擔當仲裁員，而如仲裁員不願繼續參與仲裁程序，也可以辞职。如仲裁員有所意識存在可能影響其公正性的實際因素，通常具義務自行辭職。當事人通常可以自由地與仲裁員商定在以下方面應如何處理：(i) 仲裁員酬金，以及 (ii) 如果仲裁員因故或無故辭任，連帶產生的任何責任（例如耗費的代價）。

### 死亡
仲裁員的權限僅屬其個人，一旦遭遇死亡即刻終止其任命。
除非當事人另有規定，一方死亡通常不會撤銷死者指定的任何仲裁員的任命，並且與指定有關的任何協議均可經通常方式對死者的個人代表強制執行。 

### 填補空缺
如（因為辭職或死亡，或其他因素）出現空缺，則當事人可以自由一致協定： 
1. 是否應填補該空缺，如是，如何填補
2. 先前的仲裁程序是否有效，如是，在何種程度上有效
3. 仲裁員不再在任時，對該仲裁員（單獨或共同參與小組）所做出的任何任命或命令有何影響（如有）

大多數法律體系規定，如未能達成一致，則應使用適用於已空缺職位的原仲裁員的任命條款來指定新的仲裁員； 仲裁庭本身（一旦重組）應確定先前的程序是否有效，如是，則在多大程度上有效；前任仲裁員的任命和命令不受影響。

## 費用及開支
當事人可以規定仲裁員的酬金（儘管在某些司法管轄區，無論當事人是否同意將現有爭議提交仲裁，他們都可能不會規定各方承擔自己的開支）。然而，一方面仲裁員與當事人之間的立場可能有所不同，另一方面當事人之間的立場可能也有所不同。 
儘管當事人對仲裁員的指定可能有不同規定，但通常的規則是當事人對仲裁員酬金承擔連帶責任。如果仲裁員沒有收到報酬，那么他們可以起訴任何一方或雙方，要求支付未付酬金。 
在許多司法管轄區，作出裁決後，仲裁庭將命令敗方支付勝方的法律费用，其中可能包括仲裁員酬金。這並不影響上述連帶責任，但這確實意味著勝方可以再單獨針對敗方採取法律行動以討取未獲抵付的費用，或償還勝方被迫付予仲裁員、但據裁決應由敗方付予的費用。

## 豁免官司
普遍認知上認為，除非表現出惡意，否則仲裁員對其在履行其作為仲裁員職責時所做或未做的任何事情不承擔責任。在普通法中，這一點被認為是懸而未決的， 但在大多數司法管轄區，普遍的認知認為仲裁員應享有豁免權，前提是他們以與法官相同的方式（並且出於大致相同的理由）真誠行事，一些司法管轄區已通過立法明確了這一點。 

## 司法管轄權
在大多數法律體系中，仲裁庭能夠根據自己的管轄權做出裁決（在國際法中通常稱為Kompetenz-Kompetenz 原則）。這使得仲裁庭能夠自行確定是否： 
1. 仲裁協議有效，
2. 仲裁庭是否根據適切的法例而適切組成组成，以及
3. 依據協議需要仲裁作決定的具體事宜。

該原則雖源自歐洲，但已在普通法系統獲認可，同時當下被廣泛編入諸多國家的國內法律之中。 

## 聽證
「仲裁聽證會」可以是僅程序性的，也可以是為取得證據而進行的。與在法院系統中的運作一樣，「程序聽證會」僅關注程序本身如何進行。 而「證據聽證會」相當於許多國家法院裡面所謂的審判，即會以文件和證人的形式在這一過程中提交證據。雖然證據聽證會通常可作為協助仲裁庭決定有爭議的事實問題的一種手段，但仲裁規則通常並不要求舉行證據聽證會，而是將解決有爭議的事實問題的方式留給仲裁庭自行決定。仲裁庭的許多裁決是在沒有任何聽證會的情況下做出的。 
在適切的情況下，仲裁庭可以僅根據文件證據做出決定，這些文件證據可能附有也可能不附有證人陳述，其在美國被稱為宣誓书。證人陳述代表證人在被傳喚作證時會提供的證詞，證人會接受仲裁庭的詢問，有時還會受到另一方當事人的盤問。
特定類型的仲裁情況，如在不斷發展的在線爭議解決領域，舉例而言，可能完全依賴文件資料來解決爭議。作為其組織章程或標準條款和條件的一部分，一些組織還可能規定，爭議應在不進行口頭聽證的情況下僅根據文件證據進行仲裁，例如GAFTA這些貿易協會。

## 職責
仲裁庭的職責將由仲裁協議的條款和仲裁地適用的程序法共同決定。仲裁所在地法律允許「當事人意思自治」（當事人制定自己的程序和規則的能力）的程度，決定了兩者之間的相互作用。 
然而，在國際上幾乎所有司法管轄區，仲裁庭都背負多項不可克减的職責，通常如下：
- 公平公正面對諸當事人行事，並給予各當事人合理機會陳述自身案情及處理對方之案事（有時簡稱為：遵守自然公正法則）； [15]和
- 採取適切具體個案情況的仲裁程序，為解決爭議提供公平的手段。 [16]

### 程序
程序事項通常由仲裁所在地的法律確定，或由仲裁庭根據其固有管轄權（取決於當國法律）自行確定。程序事項通常包括： 
- 提交（和質疑）證據的方式
- 聽證會的時間和地點
- 所使用的語文和翻譯安排
- 文件和其他證據的披露
- 訴狀和/或質詢的使用
- 法律顾问的使用
- 專家和評審員的任命

### 上訴
有關上訴的規定，在不同司法管轄區之間有很大差異，但大多法律體系都承認對仲裁裁決提出上訴的權利（或技術上所言之尋求撤銷裁決的權利）應受到限制。 
此類法律挑戰動作，通常是基於以下兩個基礎之一而可產生：  
1. 仲裁庭沒有實質性管轄權對事務作裁決；或者
2. 仲裁庭存在嚴重違規行為。嚴重違規行為的例子可能包括：   
  1. 法庭未能按照自然公正法則行事，或未能進行一個公平聽證；
  2. 仲裁庭（超出其管辖權之外）擴大行使權限；
  3. 仲裁庭未按照當事人共同同意的程序進行仲裁；
  4. 仲裁庭未能處理所有提交其解決的事宜；
  5. 裁決的效果存在不确定性或模糊性；
  6. 裁決結果是透過欺诈或以違反公共政策的方式獲得；
  7. 未能遵守對於裁決結果的形式（例如以書面形式或以特定語文）要求；
  8. 在進行仲裁程序中不符合規定情況的行為。

在某些司法管轄區，還可以就法律問題對裁決提出上訴，但是，此類上訴通常需要其他當事人的許可或法院的許可。 

## 專業仲裁機構
專門的仲裁組織是為解決專門問題上的爭議而成立，它們的工作領域非常有限，而這些工作的專業性也很高。他們專門為此，制定了他們必須在參與仲裁程序時遵循的特殊規則、程序和規定。
該類專門機構有下：
1. 產權組織仲裁與調解中心
2. 有效爭議解決中心CEDR
3. 德國海事仲裁協會
4. 美國海事仲裁協會
5. 東京海事仲裁協會

## 外部鏈接
- ICCWBO.org
- 1996 年仲裁法（英国） （页面存档备份，存于）
- 贸易法委员会国际商事仲裁示范法（英文版）
- 美国海事仲裁协会 （页面存档备份，存于）
- 仲裁数据库
- 中国仲裁在线和中国仲裁数据库
- 米格尔·安杰洛·拉波索·格拉萨仲裁庭
- 意大利仲裁[永久]
- Happ 的 （页面存档备份，存于）[永久死链接]仲裁链接 （页面存档备份，存于）